# 高俊文
高俊文（Ko Chun Man，1958年8月20日—），香港男演員，前無綫電視及香港電視網絡藝人，1978年畢業於第七期無綫電視藝員訓練班，但因得罪時任無綫監製的王天林而被迫離職。2001年，高俊文時隔二十餘年重返無綫，其後多于劇集中飾演老年配角及閑角，代表作為《下一站彩虹》的顧樂洋一角，并曾憑此角獲得2004年度萬千星輝賀台慶之「我最喜愛實力非凡男藝員」獎項提名。2013年，高俊文轉投王維基旗下的香港電視網絡。在港視停止製作電視節目後，高俊文轉職保安員。

## 演出

### 電視劇（無綫電視）

#### 1978年
- 倚天屠龍記 飾 店小二

#### 1979年
- 貼錯門神 飾 軟腳蟹、阿李

#### 1980年
- 山水有相逢 飾 飛仔

#### 2001年
- 皆大歡喜 飾 唐一鳴、梁
- 肥婆奶奶扭計媳 飾 祝醫生（2012年翡翠台首播）

#### 2002年
- 彩色世界 飾 鄧先生
- 談判專家 飾 醫生
- 皆大歡喜 飾 廟祝、老闆、綢緞莊老板、法國國王、夫、艷父、陳公子
- 情事緝私檔案 飾 馬澤民
- 紅衣手記 飾 Dr.Ma（2007年翡翠台首播）
- 鄭板橋 飾 高行（2007年翡翠台首播）
- 談談情·練練武 飾 余生（2013年翡翠台首播）
- 駁命老公追老婆 飾 醫生（2011年翡翠台首播）

#### 2003年
- 洗冤錄II 飾 堪輿師
- 十萬噸情緣 飾 遊艇會幹事
- 皆大歡喜 飾 陳律師（第5集）、男茶客（第14集）、梁生（第93集）、Matthew（第114集）、監製（第143集）、部長（第149集）、甘朋友（第158集）
- 金牌冰人 飾 榮管家
- 律政新人王 飾 法官
- 美麗在望 飾 獸醫（第6集）
- 衛斯理 飾 鄭氏經理
- 衝上雲霄 飾 程醫生（第37集）
- 富豪海灣非凡情緣 飾 大學教授

#### 2004年
- 皆大歡喜 飾 老千（第176-177集）、編劇（第208集）、經理（第230集）、司徒錦源（第353-354集）、藝員（第414集）
- 翡翠戀曲 飾 Simon
- 下一站彩虹 飾 顧樂洋
- 無名天使3D 飾 張Sir
- 棟篤神探 飾 拍賣會投標者（第9集）
- 天涯俠醫 飾 阿Kwong-阿鄺
- 水滸無間道 飾  莫律師（第1集）

#### 2005年
- 甜孫爺爺 飾 黃Sir
- 心花放 飾 高律師
- 御用閒人 飾 飛天虎
- 情迷黑森林 飾 格連總裁
- 酒店風雲 飾 廚師
- 隨時候命 飾 戴偉航
- 本草藥王 飾 陳秀官
- 識法代言人 飾 一即擊中主持人
- 蓋世孖寶 飾 趙濟川

#### 2006年
- 潮爆大狀 飾 楊拯、關頌榮
- 女人唔易做 飾 Please店長
- 男人之苦 飾 法官
- 高朋滿座 飾 芩飛
- 法證先鋒 飾 律師
- 愛情全保 飾 主控律師
- 刑事情報科 飾 方俊新
- 鳳凰四重奏 飾 酒會貴賓
- 東方之珠 飾 錄音師
- 賭場風雲 飾 阿泰

#### 2007年
- 突圍行動 飾 黃律師
- 迎妻接福 飾 魚佬
- 同事三分親 飾 陳生（第10集）、蔡生（第148集）
- 溏心風暴 飾 薩克斯風導師
- 天機算 飾 唐太宗
- 師奶兵團 飾 老師
- 學警出更 飾 教授
- 強劍 飾 岳不群
- 歲月風雲 飾 關律師
- 爸爸閉翳 飾 Vincent
- 通天干探 飾 法 官
- 鐵咀銀牙 飾 龍天凡
- 建築有情天 飾 李總
- 律政新人王II 飾 蓋錦輝
- 廉政行動2007 飾 廉署總調查主任 James
- 蘭花刼 飾 羅拔神父（2017年翡翠台首播）

#### 2008年
- 原來愛上賊 飾 陳Sir（掃毒組警司）
- 法證先鋒II 飾 Alex父親
- 疑情別戀 飾 校長
- 與敵同行 飾 張永泰
- 少年四大名捕 飾 谷雲揚
- 東山飄雨西關晴 飾 尚坤
- 當狗愛上貓 飾 楊瑞輝

#### 2010年
- 老公萬歲 飾 陳永仁
- 秋香怒點唐伯虎 飾 廟祝
- 鐵馬尋橋 飾 岑振邦
- 掌上明珠 飾 黃老闆
- 情越雙白線 飾 高天耀
- 巾幗梟雄之義海豪情 飾 海吉隆
- 刑警 饰 刘Sir(重案组警司)

#### 2011年
- 魚躍在花見 飾 羌父
- 洪武三十二 飾 陳迪
- 怒火街頭 飾 法官
- 真相 飾 Peter
- 團圓 飾 雜誌總編
- 紫禁驚雷 飾 行
- 潛行狙擊 飾 許振雄
- 點解阿Sir系阿Sir 飾 游志傑
- 我的如意狼君 飾 莫院長
- 叛逃 飾 陳志明（第1集）（2014年翡翠台首播）

#### 2012年
- 拳王 飾 文經理
- 護花危情 飾 包啟忠（助理警務處長）
- 怒火街頭2 飾 法官（第5-6集）
- 雷霆掃毒 飾 陳堅
- 法網狙擊 飾 法官（第5-6集）
- 女警爱作战 饰 李伟杰（李Sir，投诉及内部调查科高级督察）（2013年翡翠台首播）

#### 2013年
- 戀愛季節 飾 評判

### 電視劇（馬來西亞）
- 1995年：創世情 飾 霍敏德

### 電視劇（香港電視網絡）
- 2014：選戰 飾 岑生
- 2015：我阿媽係黑玫瑰 飾 詹基利
- 2015：導火新聞線 飾 孫立德
- 2015：大眾情性 飾 李生
- 2015：歲月樓情 飾 士多老闆
- 2015：末日+5 飾 老師甲
- 2015：开脑儆探 饰 邓宝多（邓Sir）

### 電視劇（香港電視娛樂）
- 2018：迷失假期 飾 王昇

### 網路電視劇
- 2017：反黑 飾 巧兒父

### 電視劇（香港電台）
- 2015：獅子山下2015（明月扁舟） 飾 Philip

### 電視劇（邵氏兄弟）
- 2018年：《守護神之保險調查》飾 林泉溢

### 電影
- 山狗 (1980) ... 阿健
- 殭屍 (2013) ... 楊鳳的老公
- 寒戰II (2016)